# Sint-Jozefkerk (Geldrop)

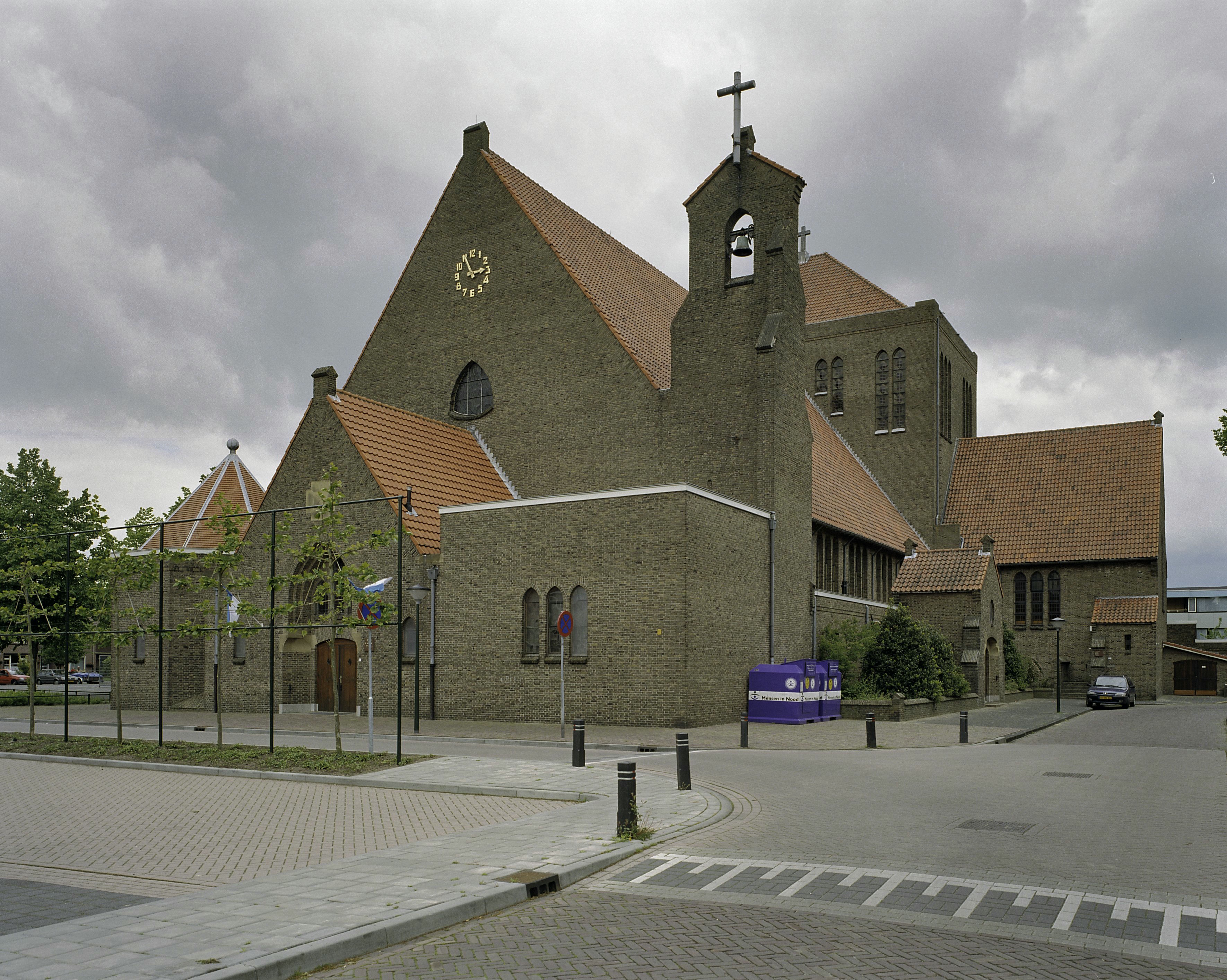
Sint-Jozefkerk

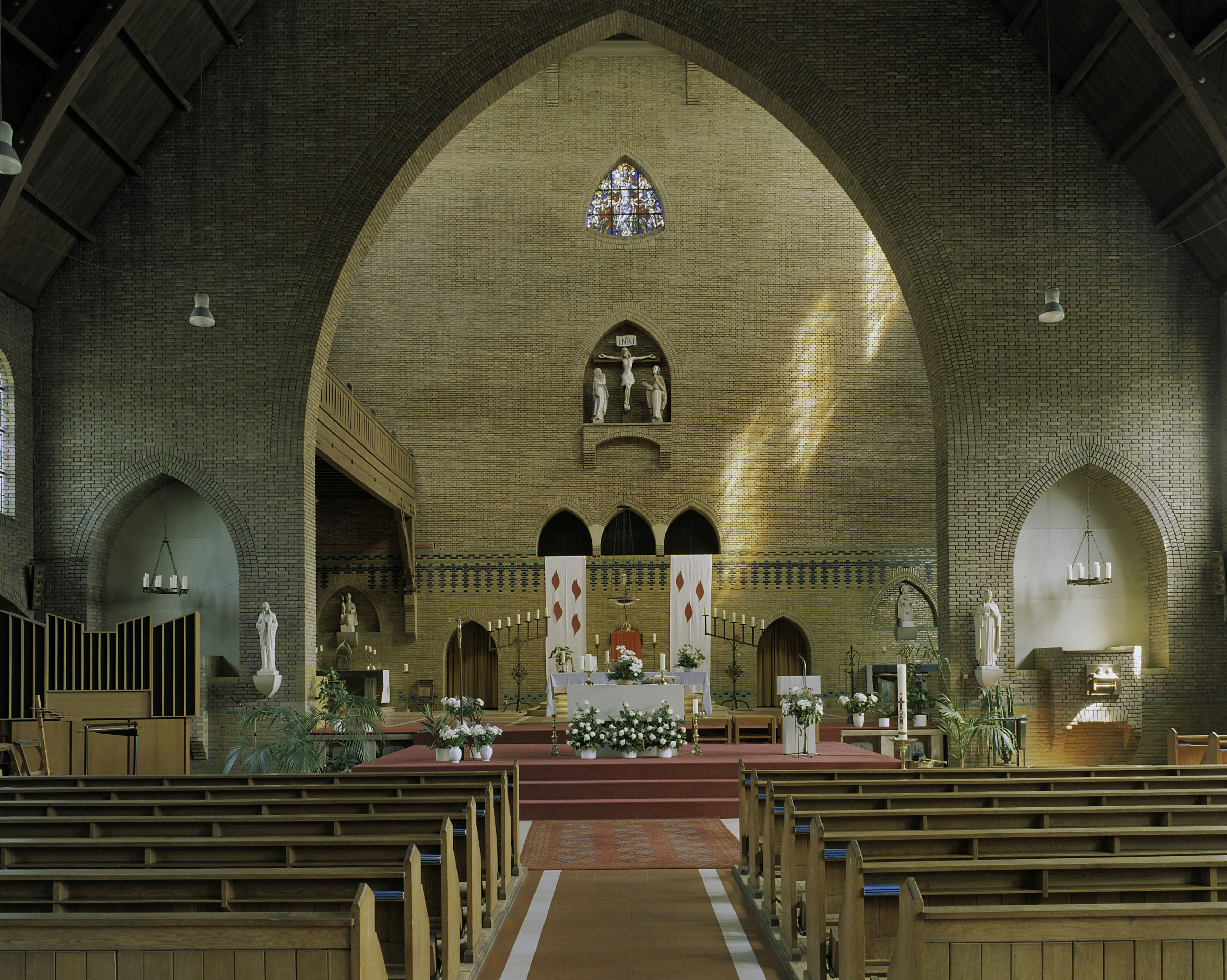
Interieur van de kerk

De Sint-Jozefkerk is een voormalig Rooms-Katholiek kerkgebouw, gelegen aan Sint-Jozefplein 2 te Geldrop in de wijk Braakhuizen-Zuid. Nabij de kerk vindt men nog een pastorie, een basisschool en een kleuterschool.

## Geschiedenis
De kerk werd in 1932 gebouwd naar ontwerp van Bernardus Joannes Koldewey en Kees van Moorsel. Het gebouw is geklasseerd als Rijksmonument.
In 2010 werd, vanwege teruglopend kerkbezoek, de kerk onttrokken aan de eredienst. Een projectontwikkelaar moest de kerk verbouwen ten behoeve van een maatschappelijke functie. Er werd gedacht aan een gezondheidscentrum en de vestiging van maatschappelijke organisaties. Aangezien er weinig huurders op af kwamen werd inrichting keer op keer uitgesteld, hetgeen leidde tot vandalisme en zelfs drugsoverlast in de omgeving van de kerk. In 2014 werd een minder ambitieus plan gepresenteerd en in 2015 startte men met de renovatie.

## Gebouw
Het is een driebeukige bakstenen kruiskerk met een massieve vierkante vieringtoren. Er zijn drie portalen, naar respectievelijk het noorden, het westen en het zuiden gericht. De westgevel wordt geflankeerd door een klokkentorentje.
Het koor is door een boog afgescheiden van het schip en heeft een speciale lichtval volgens het principe van een Christocentrische kerk.
Albert Termote vervaardigde in 1931 een bas-reliëf van Sint-Jozef voor in de kerk. In 1938 vervaardigde hij de keramische kruiswegstaties. Ook is er een betonnen calvariegroep, vervaardigd door Van Winkel.